# جفت الکترون غیرپیوندی

جفت الکترون غیر پیوندی در ساختار لوویس هیدروکسید که با دو نقطه نشان داده می شود.

در ترکیبات با پیوند کووالانسی، برخی از الکترون ها که در پیوند کووالانسی شرکت ندارند به صورت آزاد در اطراف یک اتم قرار می گیرند که به این الکترون ها جفت الکترون غیر پیوندی(به انگلیسی: Lone pair) گفته می شود.این الکترون ها که در آخرین لایه الکترونی اتم قرار دارند، در پیوند شرکت ندارند، اما دافعه آن روی زاویه پیوندهای ترکیب تاثیر دارد.